# Solanine
Solanine is een organische verbinding behorende tot de stofklasse der glycoalkaloïden. Solanine wordt gevonden in planten die behoren tot de nachtschadefamilie (Solanaceae), zoals de aardappel en de aubergine. Bij onrijpe (groene) tomaten komt het structureel verwante tomatine voor. Vergiftigingsverschijnselen treden bij de mens al op bij een inname van 25 mg tomatine. 400 mg tomatine kan al dodelijk zijn. Solanine veroorzaakt een branderig en scherp gevoel in de keel, diarree, misselijkheid, versuftheid, angstgevoelens, uitbreken van zweet, ademnood, bewusteloosheid en krampen.
Solanine is zeer hittebestendig en wordt door koken niet afgebroken. Door verhitting wordt het solaninegehalte echter wel lager. Een deel van de solanine lost op in het kookvocht, dat daarom niet voor verdere voedselbereiding gebruikt moet worden.

## Etymologie
De naam solanine is, zoals zeer veel namen van alkaloïden (waaronder nicotine en papaverine), afgeleid van de wetenschappelijke naam van een plantengeslacht waar de stof in voorkomt, in dit geval het geslacht Solanum uit de familie van de nachtschade-achtigen.

## Solanine in aardappelen
30 tot 80% van de solanine in een gezonde en ongehavende aardappelknol zit net onder de schil en wordt daardoor bij het schillen verwijderd. 

### Verhoogde solaninegehaltes door blootstelling aan licht
Als aardappelen aan licht worden blootgesteld neemt de hoeveelheid solanine snel toe, evenals de hoeveelheid chlorofyl, zodat de aardappelknol onder invloed van licht ook groen kleurt. Dit proces begint direct na het rooien. Het chlorofyl is – in tegenstelling tot het solanine – een onschadelijke stof die niet giftig is voor mens of dier. Omdat de toename van glycoalkaloïden (zoals solanine en chacoine) en het chlorofyl door of onder invloed van licht gelijktijdig verloopt, is het een (natuurlijke) indicator die aangeeft dat aardappelen met groene kleur(delen) – door de aanwezigheid van enige tot grote hoeveelheden chlorofyl aan de buitenkant – dan ook evenredig meer solanine bevat en daarom ongezond of giftig zijn. Dit proces – de toename van de glycoalkaloïden solanine en chaconine door blootstelling aan licht – is een natuurlijk verdedigingsmechanisme van de plant dat weerstand biedt tegen sommige plantenziekten en ook helpt te voorkomen dat knollen die blootliggen of deels bovengronds zijn komen te liggen, door wormen, insecten of herbivoren gegeten of aangevreten zullen worden.

De bovengrondse delen van aardappelplanten – de bladeren, stengels en scheuten – bevatten van nature grote hoeveelheden van glycoalkaloïden en zijn daarom zeer giftig.

### Andere invloeden op solaninegehaltes en -verschillen
Beschadigde aardappelen (bijvoorbeeld knollen met kneuzingen, sneeën of puncties) kunnen als gevolg van de beschadiging ook een hoger gehalte aan solanine bevatten. Daarbij zal evenwel groenkleuring volledig uitblijven als de knollen verder niet of nauwelijks zijn blootgesteld aan licht. In die gevallen zal men niet kunnen vertrouwen op afwezigheid van groene plekken, maar kan wel de mate van beschadigingen beoordeeld worden.
Verder wordt het solaninegehalte ook mede bepaald door de omstandigheden en wijze en van opslag, vervoer en bewaren – door producenten, leveranciers tot en met de consumenten aan toe – alsook de omstandigheden gedurende de teelt (groei) van het gewas, zoals droogte, ziekten, kou, grondsoort, klimaat, bemesting en zelfs het moment in het jaar waarop geoogst wordt. Door verschillen in voornoemde omstandigheden kan van jaar tot jaar kan ook de (gemiddelde) hoeveelheid solanine in de aardappelen sterk verschillen. Ook tussen verschillende aardappelrassen onderling komen grote verschillen in solaninegehalte voor. Consumptieaardappelen hebben een laag gehalte – en dit is ook een van de eigenschappen waarop geselecteerd wordt bij het kweken en veredelen van consumptierassen – maar zetmeelaardappelen kunnen een hoog gehalte hebben. In Nederland worden de rassen van zetmeelaardappelen ingedeeld in twee groepen: rassen met een laag en rassen met een hoog solaninegehalte. Rassen met een hoog gehalte zijn ongeschikt voor menselijke consumptie. De grens tussen hoog en laag is 10 mg solanine per 100 gram versgewicht, omdat het tienjarig gemiddelde van het consumptieras Ehud hier niet boven komt.

### Toxische effecten
Vergiftigingsverschijnselen treden meestal op bij 2,5 mg alkaloïden per kg lichaamsgewicht per dag. Dit komt bij iemand van 50 kg dus neer op 125 mg en dus op 1,8 kg ongeschilde aardappelen of 4 kg geschilde aardappelen. Aangezien een dagelijks portie meestal niet meer dan 250 gram aardappelen bedraagt, zal deze dosis voor volwassenen moeilijk te bereiken zijn. Voor groene aardappelen en aardappelen die te lang in het licht hebben gelegen kan de concentratie alkaloïden hoger zijn en zodoende kunnen deze wel vergiftigingsverschijnselen veroorzaken, ook in kleine porties.
Solaninevergiftiging door het eten van aardappelen komt slechts zeer zelden voor. In de medische literatuur worden wel bijzondere gevallen beschreven uit het verleden. Een voorbeeld is een geval uit mei 1899, waarin een Duitse legerarts geconfronteerd werd met de plotselinge ziekte van 56 soldaten. Na onderzoek bleek de enige oorzaak het eten van aardappelen te kunnen zijn geweest. De soldaten bleken elk 1,5 kg aardappelen te hebben gegeten met een extreem hoog solaninegehalte van 0,24 promille. Dit komt neer op een dosis van 0,3 gram. Ze kregen gedurende een aantal dagen last van maag-darmproblemen, braken, hoofdpijn en apathie.